# Vallès Occidental
Il Vallès Occidental (nome ufficiale in catalano; in spagnolo Vallés Occidental) è una delle 41 comarche della Catalogna, con una popolazione di 815.628 abitanti; ha due capoluoghi, Sabadell e Terrassa.
Amministrativamente fa parte della provincia di Barcellona, che comprende 11 comarche.

## Lista dei comuni del Vallès Occidental
| città                    | superficie | popolazione | densità          |
| ------------------------ | ---------- | ----------- | ---------------- |
| Badia del Vallès         | 0,63 km²   | 14.313 ab.  | 15.903,3 ab./km² |
| Barberà del Vallès       | 8,37 km²   | 27.827 ab.  | 3323 ab./km²     |
| Castellar del Vallès     | 44,90 km²  | 20.437 ab.  | 429,3 ab./km²    |
| Castellbisbal            | 30,97 km²  | 10.842 ab.  | 349 ab./km²      |
| Cerdanyola del Vallès    | 31,05 km²  | 57.114 ab.  | 1838 ab./km²     |
| Gallifa                  | 16,37 km²  | 210 ab.     | 12 ab./km²       |
| Matadepera               | 24,83 km²  | 7.966 ab.   | 319 ab./km²      |
| Montcada i Reixac        | 23,34 km²  | 31.725 ab.  | 1358 ab./km²     |
| Palau-solità i Plegamans | 14,93 km²  | 12.836 ab.  | 858 ab./km²      |
| Polinyà                  | 8,93 km²   | 6.428 ab.   | 718 ab./km²      |
| Rellinars                | 18,04 km²  | 605 ab.     | 33,54 ab./km²    |
| Ripollet                 | 4,39 km²   | 34.735 ab.  | 7911 ab./km²     |
| Rubí                     | 33 km²     | 71.000 ab.  | 2063 ab./km²     |
| Sabadell                 | 36,47 km²  | 196.971 ab. | 5400 ab./km²     |
| Sant Cugat del Vallès    | 48,32 km²  | 70.514 ab.  | 1458 ab./km²     |
| Sant Llorenç Savall      | 41 km²     | 2.229 ab.   | 55 ab./km²       |
| Sant Quirze del Vallès   | 14,27 km²  | 16.581 ab.  | 1161 ab./km²     |
| Santa Perpètua de Mogoda | 15,70 km²  | 21.409 ab.  | 1363 ab./km²     |
| Sentmenat                | 28,24 km²  | 6.988 ab.   | 247 ab./km²      |
| Terrassa                 | 74,65 km²  | 194.947 ab. | 2.611,48 ab./km² |
| Ullastrell               | 7,36 km²   | 1.450 ab.   | 197 ab./km²      |
| Vacarisses               | 40,54 km²  | 4.592 ab.   | 113 ab./km²      |
| Viladecavalls            | 20,12 km²  | 6.890 ab.   | 342 ab./km²      |